# Bergen (Familienname)
Bergen ist ein deutscher Familienname.

## Varianten
- Berg, Bergener, Berger, Bergk, Bergner

## Namensträger
- Arthur Bergen (1875–1943), deutscher Schauspieler und Regisseur
- Barbara van Bergen (* 1978), niederländische Para-Sportlerin
- Birgit Bergen (* 1938), deutsche Schauspielerin
- Brad Bergen (* 1966), deutsch-kanadischer Eishockeyspieler
- Candice Bergen (* 1946), US-amerikanische Schauspielerin
- Candice Bergen (Politikerin) (* 1964), kanadische Politikerin der Konservativen Partei
- Carl von Bergen (Maler, 1794) (1794–1835), deutscher Maler
- Carl von Bergen (Maler, 1853) (1853–1933), deutscher Maler
- Carolin van Bergen (1964–1990), deutsche Schauspielerin
- Christopher A. Bergen (1841–1905), US-amerikanischer Politiker
- Claus Bergen (1885–1964), deutscher Maler und Illustrator
- David Bergen (* 1957), kanadischer Schriftsteller
- Diego von Bergen (1872–1944), deutscher Diplomat
- Dirck van Bergen (1645–1690), niederländischer Maler
- Doris Bergen (* 1960), kanadische Holocaust-Historikerin und Hochschullehrerin
- Edgar Bergen (1903–1978), US-amerikanischer Schauspieler
- Ellen van Bergen (* 1978), niederländische Fußballspielerin
- Erich Bergen (* 1985), US-amerikanischer Schauspieler und Moderator
- Frances Bergen (1922–2006), US-amerikanisches Fotomodell und Schauspielerin
- Fritz Bergen (1857–1941), deutscher Maler und Illustrator
- Gabriel Bergen (* 1982), kanadischer Ruderer
- Hans von Bergen, Pseudonym von Georg Vogel (Pfarrer) (1847–1919), deutscher Pfarrer und Schriftsteller
- Hans Bergen (General) (1890–1957), deutscher Generalleutnant
- Hans Bergen (Schauspieler) (1902–1967), österreichischer Schauspieler
- Harry Van Bergen (1871–1963), US-amerikanischer Segler
- Herbert von Bomsdorff-Bergen (* 1876), deutscher Theaterregisseur und Schriftsteller
- Ingrid van Bergen (* 1931), deutsche Schauspielerin
- John T. Bergen (1786–1855), US-amerikanischer Politiker
- Jörg Bergen (* 1966), deutscher Fußballtrainer
- Julia van Bergen (* 1999), niederländische Sängerin
- Julie Bergen (* vor 1969), deutsche Sängerin
- Karl August von Bergen (Carl August von Bergen; 1704–1759), deutscher Mediziner und Botaniker
- Larissa Abramowna Bergen (1949–2023), sowjetische Volleyballspielerin
- Lilo Bergen (Liselotte Schlitzberger; 1919–1981), deutsche Tänzerin und Schauspielerin
- Linda Bergen (* 1948), deutsche Schlagersängerin
- Ludger van Bergen (1938–2022), niederländischer Priester
- Marty Bergen (* 1948), US-amerikanischer Bridge-Spieler
- Mitchell van Bergen (* 1999), niederländischer Fußballspieler
- Monika Bergen (1941–1962), deutsche Schauspielerin
- Peter van Bergen (* 1957), niederländischer Saxophonist
- Peter Bergen (* 1962), britischer Journalist
- Polly Bergen (1930–2014), US-amerikanische Schauspielerin
- Ralf Bergen (* 1940), deutscher Politiker (CDU)
- Robert Bergen (* 1950), kanadischer Ruderer
- Sebastian von Bergen (1554–1623), deutscher Jurist und Staatsmann
- Steve von Bergen (* 1983), Schweizer Fußballspieler
- Teunis G. Bergen (1806–1881), US-amerikanischer Politiker
- Thom van Bergen (* 2004), niederländischer Fußballspieler
- Tine Bergen (* 1981), belgische Schriftstellerin
- Tjapko van Bergen (1903–1944), niederländischer Ruderer
- Tushka Bergen (* 1969), australische Schauspielerin
- Volker Bergen (* 1939), deutscher Ökonom und Hochschullehrer
- Werner von Bergen (1839–1901), deutscher Diplomat
- Wiltrud von Bergen († um 995), Klostergründerin und Abtissin